# 1-я Советская улица (Павловск)
1-я Сове́тская улица — улица в городе Павловске (Пушкинский район Санкт-Петербурга). Проходит от переулка Мичурина до Берёзовой улицы.
Первоначальное название — 1-я Оранская улица. Она проходила от Гуммолосаровской до Берёзовой улицы. Топоним дан в 1860-х годах в честь династии Оранских, породнённым с домом Романовых после бракосочетания великой княжны Анны Павловны, будущей королевы Нидерландов, дочери российского императора Павла I и Марии Фёдоровны (первых владельцев Павловска), с кронпринцем Виллемом Оранским, впоследствии королём Нидерландов Виллемом II. Всего существовали три Оранские улицы, но 2-я и 3-я (располагались параллельно 1-й, но западнее) не сохранились.
Примерно в 1918 году 1-ю Оранскую улицу переименовали в 1-ю Цвето́чную (этимология неясна), а примерно в 1952 году — в 1-ю Советскую.
В 1970-х годах 1-я Советская улица была продлена от Гуммолосаровской улицы до переулка Мичурина. Сейчас на перекрёстке с Гуммолосаровской имеет небольшой (5 м) сдвиг.